# Неклюдовы
Неклю́довы — древние дворянские роды.

## Происхождение и история рода
Происходят от Григория Дмитриевича Неклюда Бутурлина, праправнука Радши (XII колено), вышедшего на службу «из немцев» к Александру Невскому. Шибан и Василий Алексеевичи Неклюдовы наместники в Изборске (1584—1588). Фёдор Неклюдов жалован поместьем в Тверском уезде во 2-й половине XV века, по грамоте князя Андрея Борисовича Микулинскаго. Опричниками Ивана Грозного числились: Василий, Иван, Степан, Яков (сын боярский) и Яков Неклюдовы (1573). Лука Силыч за службу в войне против Польши жалован поместьем (1677).
Пётр Васильевич Неклюдов (1745—1797) сенатор, а брат его Сергей — правитель Полоцкого наместничества (1792—1794) и (1794—1796) и тамбовский губернатор. Этот род Неклюдовых внесён в VI часть родословных книг Тверской, Новгородской, Тамбовской, Псковской и Харьковской губерний.
Существуют ещё роды Неклюдовых не внесённые в гербовник, о которых неизвестно — происходят ли они от рода Радши или же имеют другое происхождение:
- Первая ветвь — потомство Петра Неклюдова, жившего в конце XVI столетия.
- Вторая ветвь — потомство Петра и Григория Неклюдовых (ум. до 1631).
- Третья ветвь — потомство Никифора Неклюдова, жившего в начале XVII столетия[2].

От одного из них, внесённого в родословную книгу Саратовской губернии, происходил Николай Адрианович Неклюдов.

## Описание герба
Щит разделён горизонтально на две части, из коих в верхнем в правом золотом поле изображён одноглавый орёл голубого цвета в короне, имеющий в лапах меч и державу. В левом, синем поле, видна рука с мечом в золотые латы облачённая. В нижней части, в серебряном поле, на траве поставлена птица, держащая во рту золотое кольцо (изм. польский герб Корвин).
Щит увенчан дворянским шлемом и короной, на поверхности которой находится рука с мечом, в щите означенная. Намёт на щите синий, подложенный золотом. Герб внесён в Общий гербовник дворянских родов Российской империи, часть 3, стр. 11.

## Известные представители
- Неклюдов Богдан — воевода в Борисоглебске (сов. Двинск) (1665).
- Неклюдов Григорий — воевода в Красном (1677).
- Неклюдов Григорий Николаевич — православный священнослужитель, последние годы проживал в своём поместье в Дубцах. Приговорён к расстрелу (1884—1937). В 1989 году указом Президиума Верховного Совета СССР был реабилитирован и признан жертвой политического террора и репрессий.
- Неклюдовы: Никита Иванович, Иван Фёдорович, Иван Петрович — стряпчие (1692).
- Неклюдовы: Иван Степанович, Фёдор, Пётр и Иван Григорьевичи — московские дворяне (1676—1692).
- Неклюдов Матвей Иванович — стольник (1690—1692)[3][4].